# Кенвайн Джонс
Кенвайн Джонс (англ. Kenwyne Jones; нар. 5 жовтня 1984, Пойнт-Фортін) — тринідадський футболіст, нападник клубу «Кардіфф Сіті».
Виступав, зокрема, за клуби «Саутгемптон», «Сандерленд» та «Сток Сіті», а також національну збірну Тринідаду і Тобаго.

## Клубна кар'єра
У дорослому футболі дебютував 2002 року виступами за команду клубу «Джо Паблік», взяв участь у 11 матчах чемпіонату.
Згодом з 2002 по 2005 рік грав у складі команд клубів «Дабл-Ю Конекшн», «Шеффілд Венсдей» та «Сток Сіті».
Своєю грою за останню команду привернув увагу представників тренерського штабу клубу «Саутгемптон», до складу якого приєднався 2004 року. Відіграв за клуб з Саутгемптона наступні три сезони своєї ігрової кар'єри. Більшість часу, проведеного у складі «Саутгемптона», був основним гравцем атакувальної ланки команди.
У 2007 році уклав контракт з клубом «Сандерленд», у складі якого провів наступні три роки своєї кар'єри гравця. Граючи у складі «Сандерленда» також здебільшого виходив на поле в основному складі команди.
З 2010 року знову, цього разу чотири сезони захищав кольори команди клубу «Сток Сіті». Тренерським штабом нового клубу також розглядався як гравець «основи».
Протягом 2014—2015 років захищав кольори клубів «Кардіфф Сіті» та «Борнмут».
До складу клубу «Кардіфф Сіті» приєднався 2015 року. Відтоді встиг відіграти за валійську команду 16 матчів в національному чемпіонаті.

## Виступи за збірну
У 2003 році дебютував в офіційних матчах у складі національної збірної Тринідаду і Тобаго. Наразі провів у формі головної команди країни 76 матчів, забивши 22 голи.
У складі збірної був учасником розіграшу Золотого кубка КОНКАКАФ 2005 року у США, чемпіонату світу 2006 року у Німеччині, розіграшу Золотого кубка КОНКАКАФ 2013 року у США, розіграшу Золотого кубка КОНКАКАФ 2015 року у США та Канаді.